# Мак-Гилл, Джеймс
Джеймс Мак-Гилл — шотландско-канадский торговец, офицер и филантроп. В его честь был назван университет Мак-Гилла в Монреале, организованный на его средства.

## Биография
Мак-Гилл был сыном богатого шотландского торговца и учился в университете Глазго. До 1766 года он эмигрировал в Квебек и занялся торговлей мехом. Он основал компанию «James McGill & Co.», которая действовала в районе форта Michilimackinac между озером Гурон и озером Мичиган. В 1773 году он и Исаак Тодд приняли участие в торговой экспедиции к западу от Гранд-Портедж, а через три года он официально оформил это партнёрство под названием «Тодд и Мак-Гилл». Поскольку он сосредоточился больше на юго-западных областях в верховьях реки Миссисипи, он быстро покинул «Северо-Западную компанию» в 1779 году.
В 1775 году Макгилл был членом комитета, который обсуждал условия капитуляции города Монреаля во время, в конечном счёте, неудачного вторжения в Канаду американской континентальной армии. Он не доверял революционерам, и его дом был местом встречи лоялистов. В 1776 году он женился на овдовевшей Шарлотте Троттье Дезривьер. В том же году он был назначен мировым судьёй и на него была возложена администрация города (избранных мэров в Монреале не существовало до 1833 года). Среди прочего он наблюдал за сносом городских стен Монреаля с 1802 года.
Мак-Гилл был избран в парламент Нижней Канады в 1792 году. Он также работал в местной милиции и принял командование ей в 1810 году. В англо-американской войне, которая разразилась в 1812 году, он не пошёл в бой. Как торговец мехом, рабовладелец и спекулянт, Мак-Гилл считался самым богатым человеком в Монреале. Он остался бездетным и оставил свое состояние «Королевскому институту развития обучения», при условии, что деньги будут использованы в течение десяти лет для создания университета, названного его именем. Его поместье Бернсайд плейс (Burnside Place) должно было быть интегрировано в кампус. Университет Мак-Гилла был основан в 1821 году после долгих судебных разбирательств. Часть состояния была завещана племяннику Питеру Мак-Гиллу.